# Петцит
Петцит (рос. петцит; англ. petzite; нім. Petzit m) — мінерал, телурид срібла та золота острівної будови.

## Загальний опис
Хімічна формула: Ag3AuTe2. Містить (%): Ag — 42,0; Au — 25,5; Te — 32,5.
Сингонія кубічна. Масивні або зернисті, щільні агрегати. Густина 8,7—9. Твердість 2,5—3. Колір від сіро-сталевого до чорного. Гра кольорів. Блиск металічний. Непрозорий. Злам нерівний, напівраковистий. Анізотропний.
Зустрічається в жильних родовищах разом з іншими телуридами. Рідкісний. Знахідки: Секеримб (Румунія), Кріпл-Крік (штат Колорадо), Ґолден-Рул (штат Каліфорнія) — США, Калгурлі (Зах. Австралія), Вірменія, Забайкалля (РФ).
За прізввищем німецького хіміка В. Петца, який описав мінерал (W.K.Haidinger, 1945).